# Bolívar (Falcón)
Bolívar é um município da Venezuela localizado no estado de Falcón.
A capital do município é a cidade de San Luís.